# Euagridae
Euagridae zijn een familie van spinnen. De familie telt 14 beschreven geslachten.

## Geslachten
- Allothele Tucker, 1920
- Australothele Raven, 1984
- Caledothele Raven, 1991
- Carrai Raven, 1984
- Cethegus Thorell, 1881
- Chilehexops Coyle, 1986
- Chinothele Yu, S. Y. Zhang & F. Zhang, 2021
- Euagrus Ausserer, 1875
- Leptothele Raven & Schwendinger, 1995
- Malayathele Schwendinger, 2020
- Namirea Raven, 1984
- Phyxioschema Simon, 1889
- Stenygrocercus Simon, 1892
- Vilchura Ríos-Tamayo & Goloboff, 2017